# All3Media
All3Media é uma produtora de televisão britânica e distribuidora de programas de televisão, fundada em 2003 sediada em Londres, e possui empresas de produção de distribuição em todo o mundo como Reino Unido, Alemanha, Países Baixos, Nova Zelândia, Singapura, Nova Iorque e Los Angeles.

## História
A empresa foi fundada em 2003, depois que o Chrysalis Group foi comprado e renomeado para North One que faz parte a All3Media. 
Em 2013, foi eleita a principal produtora independente do Reino Unido, com um faturamento de £ 473 milhões.
Em Maio de 2014, foi anunciado que a Discovery Inc. e Liberty Global adquiriu a empresa All3Media.

## Subsidiárias
Empresas subsidiárias da All3Media:
| Nome                    | Notas                                        |
| ----------------------- | -------------------------------------------- |
| All3Media America       | Foi fundada em 2012.                         |
| All3Media International |                                              |
| All3Media Deutschland   |                                              |
| Aurora Media            |                                              |
| Bentley Productions     |                                              |
| Betty                   |                                              |
| Bullion Productions     |                                              |
| Caravana                |                                              |
| Company Pictures        |                                              |
| IDTV                    |                                              |
| Lime Pictures           |                                              |
| Lion Television         |                                              |
| Little Dot Studios      |                                              |
| Maverick                |                                              |
| Neal Street Productions |                                              |
| New Pictures            |                                              |
| North One Television    | Chrysalis Group mudou o nome para North One. |
| Objective Group Media   |                                              |
| Optomen                 |                                              |
| Raw TV                  |                                              |
| Seven Stories           |                                              |
| South Pacific Pictures  |                                              |
| Studio Lambert          |                                              |
| Two Brothers Pictures   |                                              |
| Two Halves Pictures     |                                              |